# Иль-де-Бреа
Иль-де-Бреа́ (фр. Île-de-Bréhat, брет. Enez Vriad) — коммуна во Франции, находится в регионе Бретань. Департамент — Кот-д’Армор. Входит в состав кантона Пемполь. Округ коммуны — Сен-Бриё.
Код INSEE коммуны — 22016.

## География
Коммуна расположена приблизительно в 400 км к западу от Парижа, в 130 км северо-западнее Ренна, в 45 км к северо-западу от Сен-Бриё.
В состав коммуны входят несколько островов, крупнейшим из которых является остров Бреа.

## Население
Население коммуны на 2016 год составляло 364 человека.
| 1962 | 1968 | 1975 | 1982 | 1990 | 1999 | 2008 | 2016 |
| ---- | ---- | ---- | ---- | ---- | ---- | ---- | ---- |
| 700  | 653  | 553  | 511  | 461  | 421  | 444  | 364  |

## Администрация
| Период | Период | Фамилия          | Партия | Примечания |
| ------ | ------ | ---------------- | ------ | ---------- |
| 1947   | 1959   | Ив Кержолис      |        |            |
| 1959   | 1973   | Ив Леон          |        |            |
| 1973   | 1977   | Бенжамен Ле Лока |        |            |
| 1977   | 1983   | Мишель Морё      |        |            |
| 1983   | 2001   | Жозеф Ле Паш     |        |            |
| 2001   | 2008   | Ивон Колен       |        |            |
| 2008   | 2014   | Патрик Юэ        |        | страховщик |

## Экономика
В 2007 году среди 237 человек в трудоспособном возрасте (15—64 лет) 168 были экономически активными, 69 — неактивными (показатель активности — 70,9 %, в 1999 году было 63,2 %). Из 168 активных работали 149 человек (83 мужчины и 66 женщин), безработных было 19 (9 мужчин и 10 женщин). Среди 69 неактивных 12 человек были учениками или студентами, 33 — пенсионерами, 24 были неактивными по другим причинам.

## Достопримечательности
- Церковь Нотр-Дам (XII век)
- Часовня Сен-Мишель
- Часовня Керанру
- Монументальный крест Сен-Мишель (1788 год). Исторический памятник с 1930 года[3]
- Приливная мельница Бирло (XVII век)[4]
- Несколько маяков

## Фотогалерея

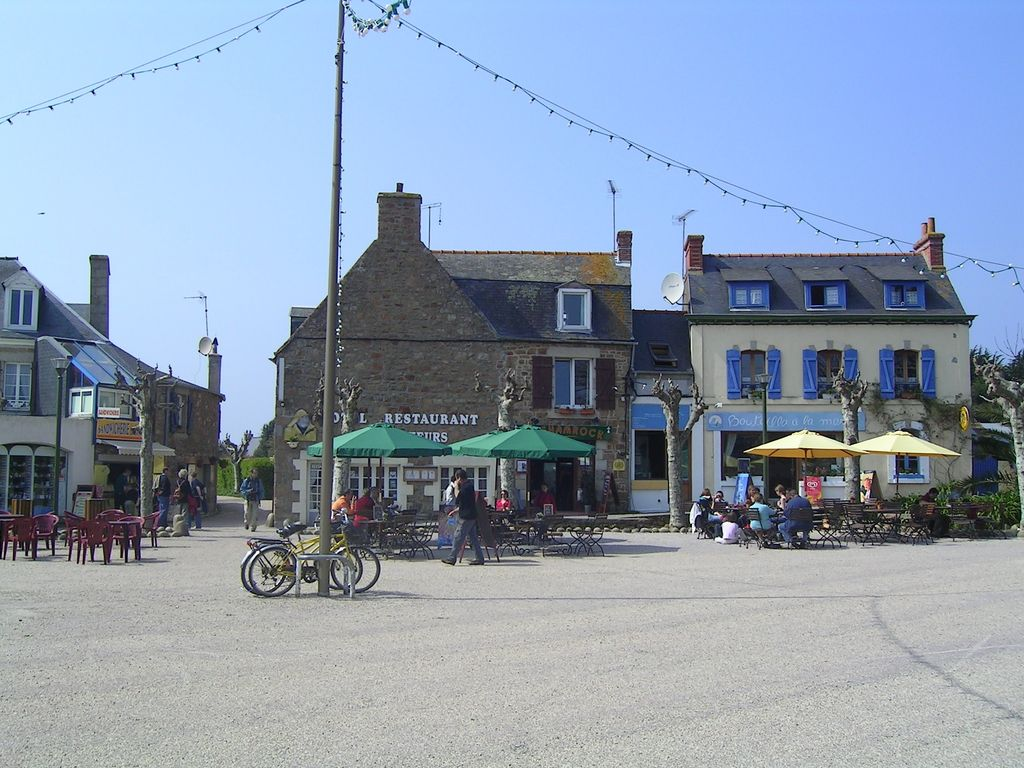
Иль-де-Бреа, центральная площадь
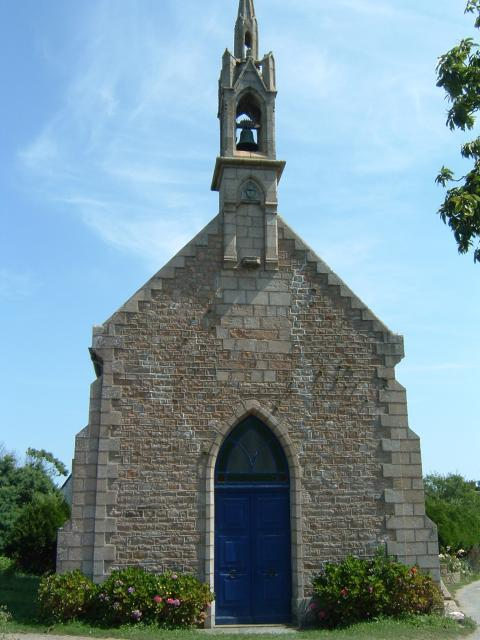
Часовня Керанру
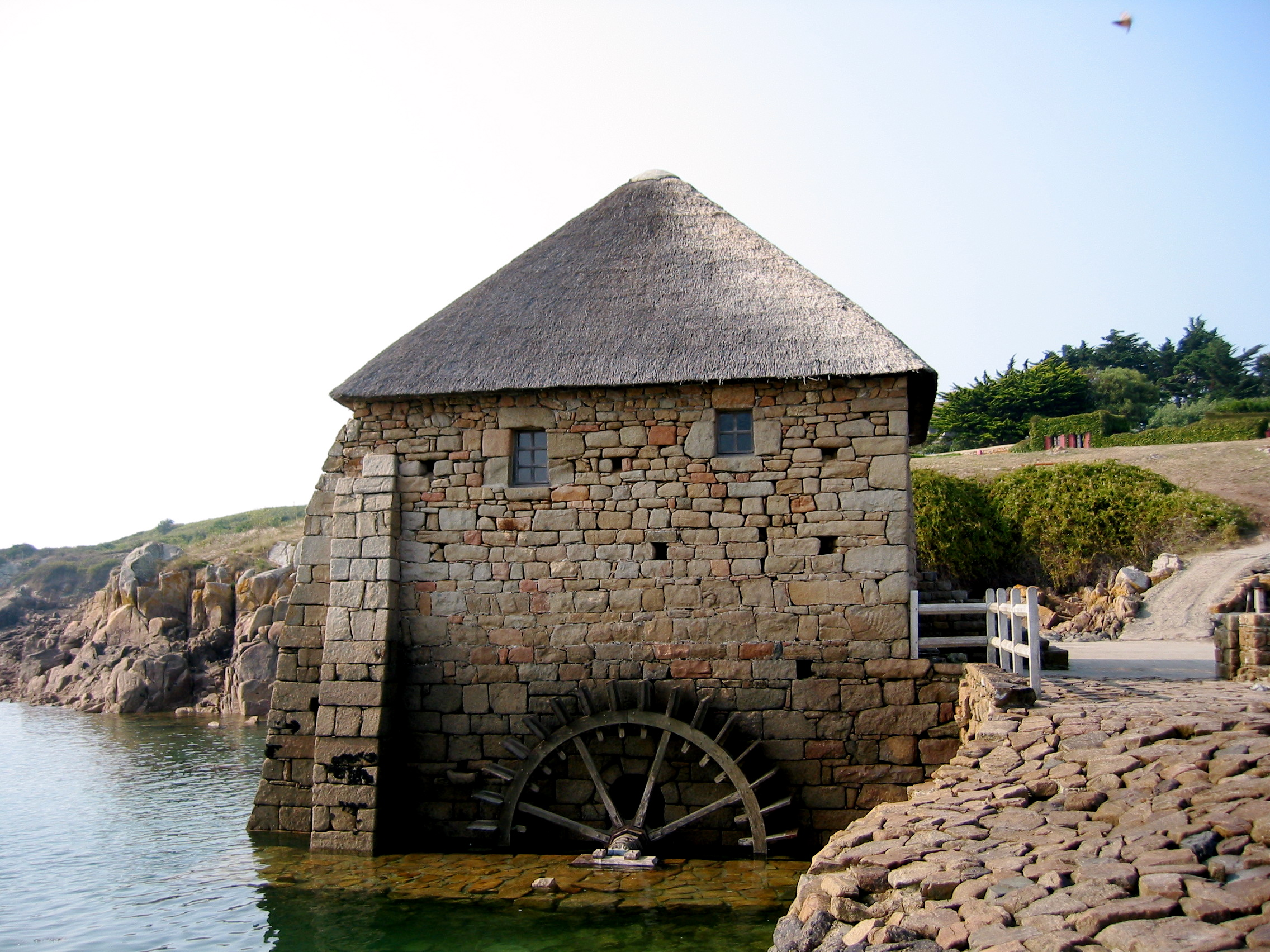
Приливная мельница Бирло
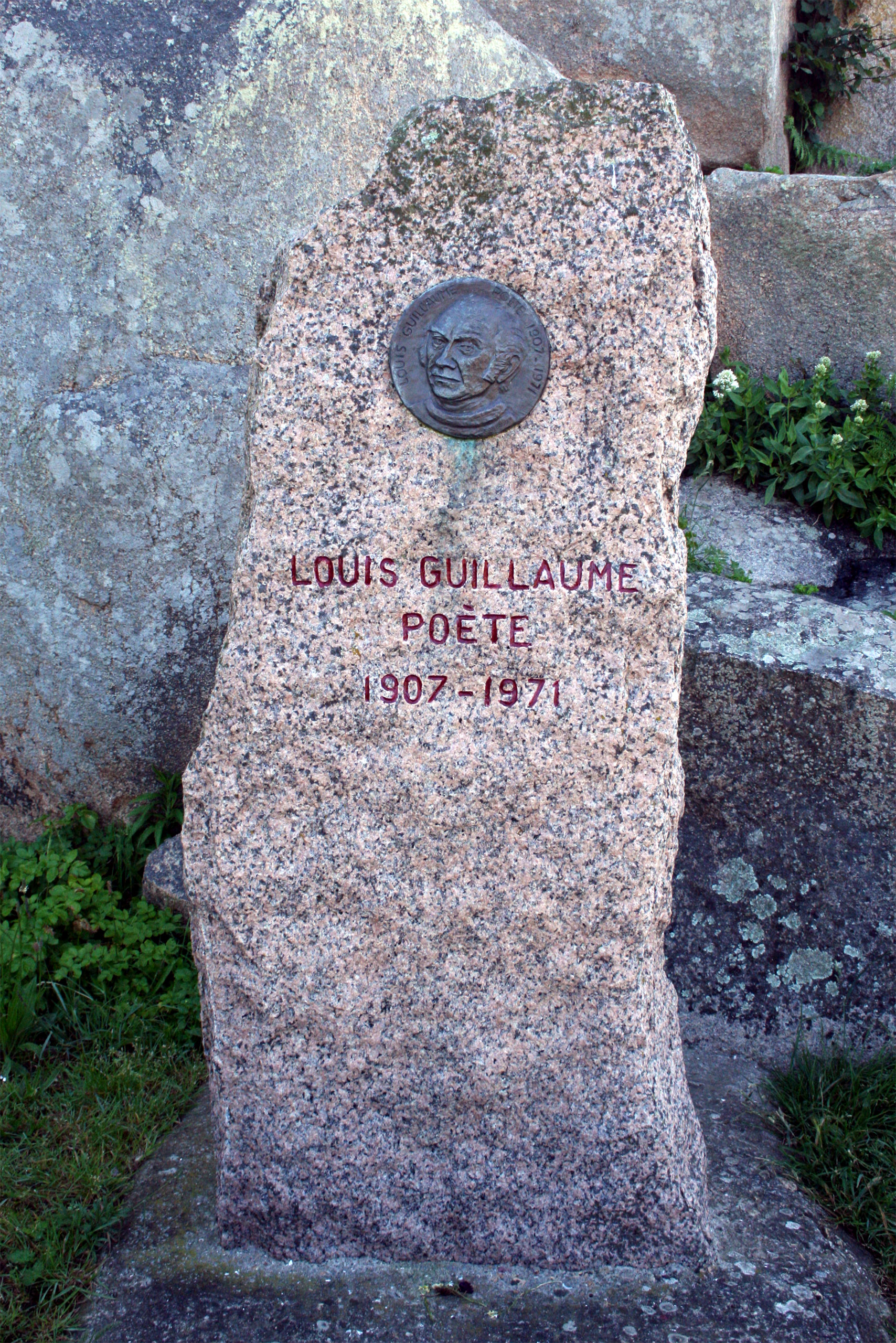
Памятник поэту Луи Гийому
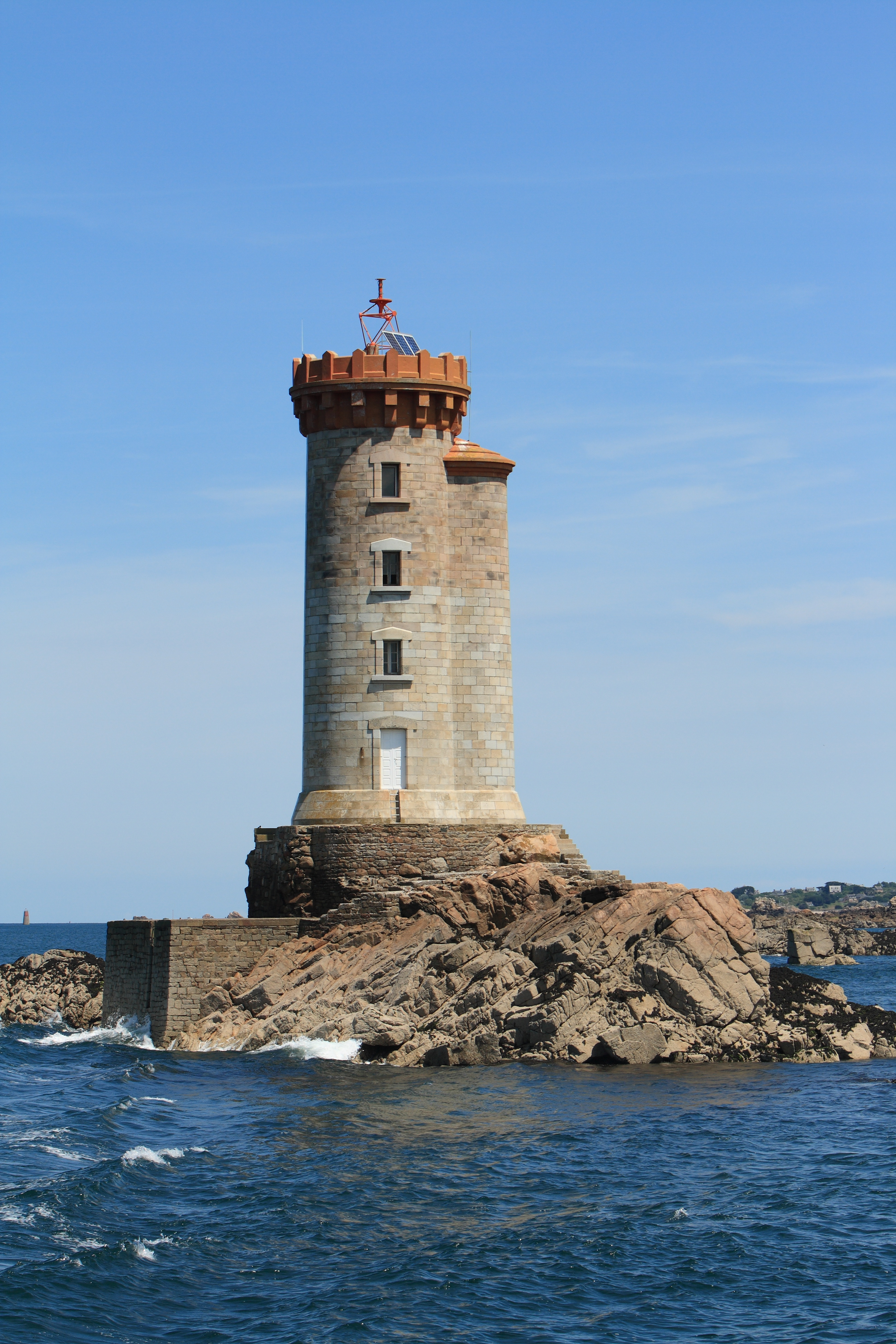
Маяк
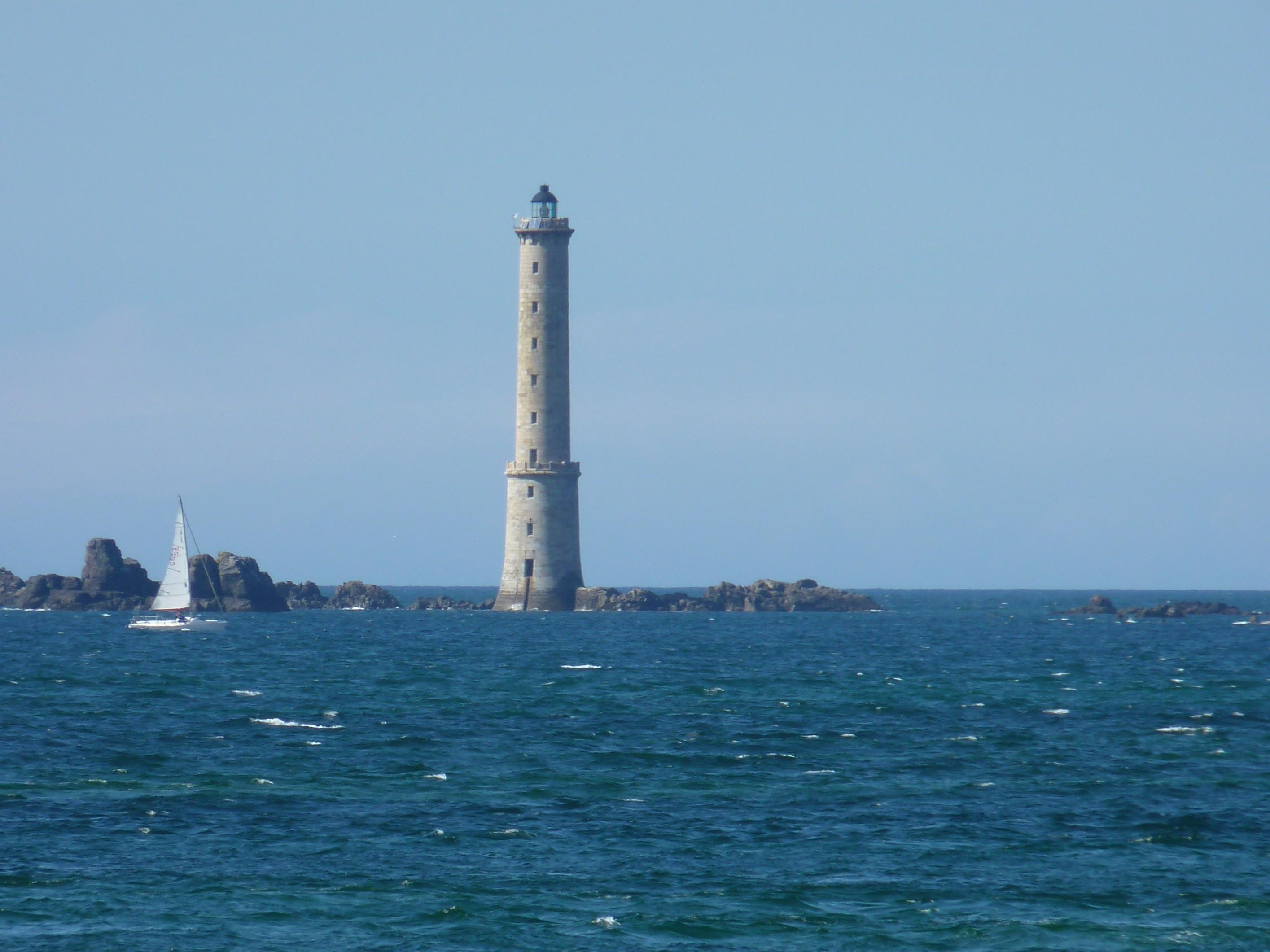
Маяк